# Экспансия Швейцарского союза
Швейцарский союз зародился как позднесредневековый союз между в то время являвшимися частью Священной Римской империи коммунами долин Центральных Альп для облегчения управления общими интересами, такими как свободная торговля и обеспечения мира на важных торговых путях через горы.
Императоры из династии Гогенштауфенов в начале XIII века предоставили этим долинам статус reichsfrei, благодаря чему кантоны Ури, Швиц и Унтервальден находились под прямой властью императора без каких-либо промежуточных сеньоров и были в значительной мере автономны.
С возвышением династии Габсбургов, её правители стремились расширить свое влияние на этот регион и подчинить его своей власти. По этой причине между ними и горными общинами возник конфликт, в котором последние пытались защитить свой привилегированный статус. К трём кантонам-основателям Schweizerische Eidgenossenschaft (первоначальное название конфедерации) в начале XIV века присоединились города-государства Люцерн, Цюрих и Берн, общими усилиями им удалось несколько раз победить армии Габсбургов. Они также извлекли выгоду из того факта, что императоры Священной Римской империи на протяжении большей части столетия происходили из Люксембургского дома, и считали их потенциально полезными союзниками против своих конкурентов в лице Габсбургов.
К 1460 году конфедераты контролировали большую часть территории к югу и западу от реки Рейн до Альп и гор Юра. В конце XV века две войны привели к расширению до тринадцати кантонов (Dreizehn Orte): в Бургундских войнах 1470-х швейцарцы утвердили свою гегемонию на западной границе, а в ходе Швабской войны 1499 года против императора СРИ Максимилиана I Габсбурга обеспечили фактическую независимость от империи. За время участия в Итальянских войнах XVI века конфедерация взяла под свой контроль Тичино.
В XIV веке в соседних регионах Альп возникли две аналогичные федерации: в Граубюндене возникли Три лиги (Drei Bünde), а в Вале по итогу противостояния с герцогами Савойи — Семь десятых (Sieben Zenden). Ни одна из этих федераций не была частью средневекового Eidgenossenschaft, но обе поддерживали с ней очень тесные связи.

## Территориальное развитие
При династии Гогенштауфенов в Священной Римской империи регионы Ури, Швиц и Унтервальден (Waldstätten или «лесные общины») получили статус Reichsfreiheit. Первые два региона получили статус из-за желания правителей разместить под их контроль стратегически важный перевал Сен-Готард, последний — ибо большая часть его территории принадлежала монастырям с подобным статусом. Города Берн и Цюрих обрели этот статус после пресечения династии правивших ими герцогов Церингенских из одноимённого дома.
Когда в 1273 году Рудольф I Габсбургский был избран «германским королем», он также стал непосредственным сюзереном этих регионов рейхсфрай. Он установил строгие правила и поднял налоги для финансирования войн и дальнейших территориальных приобретений. Когда он умер в 1291 году, его сын и герцог Австрии Альбрехт I вступил в борьбу с Адольфом Нассауским, и власть Габсбургов над альпийскими территориями временно ослабла. Антигабсбургские восстания возникли в Швабии и Австрии, но были быстро подавлены в 1292 году. Участвовавший в мятеже Цюрих был лично осаждён Альбрехтом, который заставил горожан принять его своим покровителем.
На этот раз беспорядки побудили Waldstätten к более тесному сотрудничеству для сохранения или возврата Reichsfreiheit. Первый союз начался в 1291 году, когда Рудольф купил все права на город Люцерн и поместья эльзасского имперского аббатства Мурбах в Унтервальдене. Waldstätten увидели, что их торговый путь через Люцернское озеро перекрыт, и боялись потерять свою независимость. Рудольф умер 15 июля 1291 года, а уже 1 августа между лесными общинами был заключен Вечный союз для взаимной защиты от общего врага. Ури и Швиц получили подтверждение своего статуса Адольфом Нассауским в 1297 году, но год спустя он был побеждён и убит войсками Альбрехта в битве при Гёльхайме.

### Формирование основ
Федеративная хартия 1291 года является одним из старейших сохранившихся письменных документов между кантонами Ури, Швицем и Унтервальденом, которые стали основателями Швейцарского Союза. Вполне возможно, что он был написан на несколько десятилетий позже, что помещает его в один диапазон дат с Брунненским договором 1315 года. Начиная с XVI века, в швейцарской историографии датой основания союза считается 1307 год.
Конец XIII — начало XIV века ознаменовались в истории Священной Римской империей монархами из дома Габсбургов в лице Рудольфа I и Альбрехта I, власть которых выпала на период политической нестабильности: Священная Римская империя не имела императора в течение нескольких десятилетий. Политически слабые короли должны были часто идти на уступки своим подданным и вассалам, чтобы остаться у власти. Кантоны-основатели получили подтверждения Freibriefe об установлении их статуса reichsfrei. В 1309 году даже Унтервальден наконец-то получил должным образом этот статус благодаря императору Генриху VII в 1309 году. Это не помешало герцогам Габсбургов, которые изначально имели владения в Аргау, от попыток восстановить свой суверенитет над территориями к югу от Рейна.
В развернувшейся в 1314 году борьбе за корону Священной Римской империи между герцогом Австрии Фридрихом I и баварским королем Людовиком IV Waldstätten встал на сторону последнего, опасаясь новых попыток Габсбургов аннексировать их графства. Когда в 1315 году снова обострился затянувшийся конфликт между Швицем и аббатством Айнзидельн, рыцарская армия под руководством австрийского герцога Леопольда I выступила на подавление мятежа, но потерпела полное поражение от армии союза в битве при Моргартене. Три кантона возобновили свой союз Брунненским договором, а Людовик IV подтвердил их Reichsfreiheit.
Швейцарские иллюстрированные хроники периода Бургундских войн (1470-е годы) относятся к восстанию против местных судебных приставов с согласованным разрушением их крепостей или замков, известному в швейцарской историографии как Burgenbruch («пренебрежение»). Самым ранним упоминанием об этом является Белая книга Зарнена 1470 года, в которой говорится, что: «везде, где были враждебные форты (башни), они ломали (игнорировали) их и сначала начали ломать эти постройки в Ури»
Текст называет Цвинг Ури в Амштеге первым замком, которым пренебрегли, за ним следует замок Швандау в Швице, Рёцберг в Штансе и, наконец, замок в Зарнене, штурм которого описан в графической манере.
Burgenbruch долгое время считался историческим явлением, что подтверждалось многочисленными разрушенными замками в Центральной Швейцарии. Но археологические раскопки показали, что эти замки постепенно становились заброшенными, а не во время восстания с 1200 по 1350 год. «Демифологизация» основополагающего исторического периода союза была на пике, и стандартная точка зрения заключалась в причислении отчётов хронистов конца XV века к легендарному характеру. С конца 1970-х годов систематические обследования средневековых замков в Центральной Швейцарии показали, что ряд замков действительно был разрушен в начале XIV века, так что возможное историческое ядро летописей может быть признанным, даже если разрушение этих крепостей сам по себе имел ограниченное военное значение и не мог привести к длительным политическим изменениям.

### Расширение до Союза восьми
Впоследствии три общины (их территории ещё не соответствовали территориям современных кантонов) следовали медленной политике расширения. Ури заключил договор с населением ранее принадлежавшей Габсбургам долины Урсерен в 1317 году. В 1332 году к союзу присоединился стремившийся обрести у Габсбургов статус Reichsfreiheit город Люцерн. IВ 1351 году к этим четырём общинам присоединился город Цюрих, чьи граждане в 1336 году установили Zunftordnung (правила гильдий) и лишили аристократию. Город также искал поддержки против габсбургского города Рапперсвиль, который пытался свергнуть мэра Рудольфа Бруна в Цюрихе в 1350 году. С помощью своих новых союзников Цюрих смог противостоять осаде австрийского герцога Альберта II и конфедератов. даже завоевал город Цуг и долину Гларус в 1352 году. Они должны были вернуть Гларус и Цуг Габсбургам по Регенсбургскому мирному договору 1356 года; Император Карл IV в свою очередь признал Zunftordnung Цюриха и подтвердил его статус reichsfrei, несмотря на то, в выпущенной в январе того же года золотой булле запретил любые конфедерации внутри империи.
Eidgenossenschaft подписало «бессрочные» пакты с Гларусом и Цугом в 1352 году, и, даже если эти пакты через несколько лет спустя были проигнорированы, эта дата часто считается вступлением этих двух кантонов в конфедерацию, хотя они оставались под властью Габсбургов ещё несколько лет.
На западе Вир Вальдштеттен уже заключил союз с городом Берн в 1323 году и даже послал отряд, чтобы помочь бернским войскам в их территориальной экспансии против герцогов Савойских и Габсбургов в битве при Лаупене в 1339 году. В 1353 году Берн вступил в «вечный» союз с конфедерацией, завершив формирование «Союза восьми кантонов» (нем. Bund der Acht Orte).
Этот альянс не был однородным государством, а являлся скорее конгломератом из восьми независимых городов и земель, скрепленных не одним пактом, а сетью из шести различных «вечных» пактов, ни один из которых не включал в себя все восемь сторон в качестве подписантов (только Waldstätten Ури, Швица и Унтервальдена были участниками всех этих договоров). Все восемь партий по-прежнему будут преследовать свои собственные интересы, особенно в случае сильных городов Цюрих и Берн. Цюрих также входил в альянс расположенных вокруг Боденского озера городов, куда также входили Констанц, Линдау и Шаффхаузен и какое-то время в него входили такие далекие города, как Ротвайль или Ульм, а Берн следовал своей собственной гегемонистской политике, последовательно участвуя в различных альянсах с другими городами. включая Фрибур, Муртен, Биль или Золотурн. Эта бернская «Бургундская конфедерация» была более изменчивой конструкцией различных союзов, и в битве при Лаупене в 1339 году Фрибур даже встал на сторону Берна. Позиция Берна после той битвы была достаточно сильной, и такие союзы часто заканчивались тем, что другая сторона становилась зависимой от Бернской стороны, как это произошло, например, с Бургдорф или или Пайерном.
В это время возникла внешняя угроза в виде гуглеров — порождённых Столетней войной мародёрствовавших наёмных рыцарей из Англии и Франции, которые были побеждены в декабре 1375 года под предводительством Берна.

### Консолидация
В 1364 году Швиц повторно завоевал город и землю Цуг и возобновил союз в следующем году. В 1380-х годах Люцерн агрессивно расширял свою территорию, завоевывая Вольхузен, претендуя на суверенитет над долиной Энтлебух и принадлежавший Габсбургам город Земпах. В ответ Леопольд III со своим войском возле Земпаха в 1386 году сразился с армией союза, потерпев поражение и погибнув. После этих событий Гларус объявил себя свободным, и в 1387 году учредил свой первый Landsgemeinde (региональный протопарламент). В битве при Нефельсе в 1388 г. австрийская армия Альбрехта III потерпела поражение от союзного войска, по мирному договору герцогство признавало независимость этих кантонов, включая и Гларус.
Широкая федеративная основа союза была усилена дополнительными соглашениями между его участниками. В Pfaffenbrief 1370 года шесть подписавших его кантонов (без Берна и Гларуса) впервые охарактеризовали себя как территориальное единство (unser Eydgnosschaft). В этом документе они взяли на себя власть над церковью, подчиняя её своим мирским законам. Pfaffenbrief запрещал распри, и стороны обязались гарантировать мир на дороге из Цюриха к перевалу Сен-Готард. Подписанный всеми членами Союза восьми (включая связанный с ними Зототурн) Sempacherbrief 1393 года постановлял, что ни один из них не должен в одностороннем порядке начинать войну без всеобщего согласия других.
Начиная с 1401 года, конфедераты поддержали восстание Аппенцелля против аббатства Санкт-Галлена и герцога Передней Австрии и графа Тироля Фридриха IV. Аппенцелль стал протекторатом союза в 1411 году, через год с герцогом был заключён мирный договор на 50 лет.
В 1415 году император Сигизмунд объявил опалу Фридриху IV в отместку за поддержку антипапы Иоанна XXIII на Констанцском соборе. Также он призвал других правителей захватить его владения, среди которых был Ааргау. После того как Сигизмунд предоставил восьми кантонам статус reichsfrei и издал указ о запрете мирного договора 1412 года, союз завоевал Ааргау. Большая часть территории отошла к Берну, а графство Баден впоследствии управлялось конфедерацией как общая собственность до 1798 года. Только Фриктал оставался габсбургским.
В Вале снова вспыхнул конфликт между епископом Сиона и герцогством Савойским, который в 1301 году привел к разделению региона на сферы влияния (епископ контролировал верхний Вале, а Савойи — нижнюю часть). Дважды савойцы временно оккупировали весь Вале, но оба раза они были окончательно разбиты. Оба мирных договора от 1361 года и 1391 года восстановили статус-кво 1301 года. В результате этой борьбы около 1355 года деревни в верхнем Вале организовались в союз Семь десятых, став после этих войн в значительной степени независимыми, как и кантоны Eidgenossenschaft.
В Граубюндене, который тогда назывался Чурвальхен, епископ Кура и многочисленные местные благородные семьи боролись за контроль над регионом с его многочисленными альпийскими перевалами. На протяжении XIV века возникло три лиги свободных коммун:
- В 1367 году в районе Кура и Энгадина возникла Лига дома Божьего, когда в 1367 году курский епископ Жан де Вьенн планировал передать управление своей епархией Габсбургам.[13] Лина уплатила долг епископа, и в последующие десятилетия усилила свой контроль над светской администрацией епископального княжества, пока в 1452 году не свергла регента епископа.
- В 1395 году в верхней долине Рейна под руководством аббата Дисентиса была создана Серая лига, в которую вошли крестьянские коммуны и дворяне с целью положить коней междоусобицам.[14] К 1424 году в ней доминировали свободные общины, и она приняла более демократическую хартию.
- Лига десяти сообществ.[15]

### Дальнейшее расширение
Во второй половине XV века конфедерация ещё больше расширила свою территорию. На севере бывшие габсбургские города Шаффхаузен и Штайн-ам-Райн стали рейхсфрейями в 1415 году после запрета Фридриха IV. Играя стратегически важную роль (они контролировали два единственных укрепленных моста через реку Рейн между Констанцией и Базелем), они боролись не только с баронами-разбойниками из соседнего Хегау, но и были под давлением стремившихся возвратить утраченное Габсбургов. 1 июня 1454 года Шаффхаузен стал ассоциированным членом конфедерации (Zugewandter Ort), заключив союз с шестью из восьми кантонов (в подписании договора не участвовали Ури и Унтервальден). С помощью швейцарцев армия Габсбургов численностью около 2000 человек была отбита к востоку от Тайнгена. Штайн-на-Рейне заключил аналогичный союз 6 декабря 1459 года.
Город Санкт-Галлен получил свободу в 1415 году, но находился в конфликте со стремившимся подчинить его своей власти аббатом. Но герцоги Габсбургов были не в состоянии поддержать его каким-либо образом, и 17 августа 1451 года аббатство стало протекторатом конфедерации. Город был принят в качестве ассоциированного государства 13 июня 1454 года. Фрибур в 1440-х годах перешёл под власть герцога Савойского, в 1452 году окончательно признав его своим господином. Но через два года он вступил в альянс с Берном и стал ассоциированным участником союза. Принадлежавшие Габсбургам Ротвайль и Мюлуз также обратились за помощью к Eidgenossen: Ротвайль стал его союзником 18 июня 1463 года, а Мюлуз — 17 июня 1466 года, заключив союз с Берном и Золотурном). Бывший габсбургским анклавом на территории союза и расположенный на озере Цюрих Рапперсвиль в 1458 году пережил государственный переворот, по итогу которого в 1464 году он стал швейцарским протекторатом.
В 1460 году Герцог Австрии Сигизмунд вступил в борьбу за власть с папой Пием II из-за назначения епископа в Тироле. Когда герцог был отлучён папой, конфедераты осенью того года завоевали Тургау и Зарганс, которые стали совместной собственностью кантонов Цюрих, Люцерн, Ури, Швиц, Унтервальден, Цуг и Гларус.
Швейцарцы также были заинтересованы в расширении своего влияния к югу от Альп, чтобы обезопасить торговый путь через перевал Сен-Готард в Милан. С 1331 года они пытались оказывать влияние посредством мирных торговых соглашений, но в XV веке начались боевые действия. В 1403 году верхняя часть долины Левентины к югу от перевала стала протекторатом Ури. На протяжении столетия между швейцарцами и Миланским герцогством завязалась переменчивая борьба, по итогам которой Левентина осталась за союзом.

### Бургундские войны
Агрессивная внешняя политика бургундского герцога Карла Смелого привела его к войне с французским королём Людовиком XI и императором Фридрихом III. На их стороне выступил и Швейцарский союз, чему способствовало бургундская политика эмбарго против Базеля, Страсбурга и Мюлуза и заключённый в 1469 году Сент-Омерский договор герцога с эрцгерцогом Сигизмундом , по которому последний продавал за 50 тыс. гульденов большую часть своих владений в Передней Австрии.
Кульминация конфликта развернулась в 1474 году, когда австрийский герцог Сигизмунд в Констанце заключил мирный договор с конфедератами (позже названный Ewige Richtung). Объединённое войско из швейцарцев, эльзасских горожан и солдат Сигизмунда завоевало Бургундскую Юру (Франш-Конте), а через год Берн отнял у союзного бургундцам герцога Савойского Во. Семь десятых с помощью бернцев и других конфедератов после ноября 1475 года выбил савойцев из нижней Вале. Карл Смелый в противостоянии с швейцарцами потерпел три поражения (у Грансона, Муртена и Нанси, в последнем из которых был убит). Среди швейцарцев это событие отразилось в поговорке «Карл Смелый потерял своё имущество в Грансоне, свою смелость в Муртене и свою кровь при Нанси» («Bi Grandson s’Guet, bi Murte de Muet, bi Nancy s’Bluet» (hät de Karl de Küeni verloore)).
По итогу войны герцогство Бургундия прекратило своё существование, будучи поделено между Францией и СРИ. Уже в 1476 году Берн вернул Во герцогу Савойскому в обмен на выкуп в 50 тыс. гульденов, а через три года продал свои права на Франш-Конте Людовику XI за 150 тыс. гульденов. Конфедераты сохранили за собой только небольшие территории к востоку от горы Юра, особенно подчинявшиеся Берну и Фрибургу города Грансон и Муртен. Однако весь Во оставался независимым, лишь в 1536 году Берн снова завоевал его. Хотя Бургундские войны дали малые территориальные приобретения Швейцарскому союзу, они отметили всё возрастающую ценность швейцарских наёмников для стран Европы.

### Наёмничество
Вскоре после Бургундских войн отдельные кантоны заключили контракты наемников, так называемые «капитуляции», со многими сторонами, в том числе с Папой — папская швейцарская гвардия была основана в 1505 году и начала действовать в следующем году. Были заключены дополнительные контракты со многими европейскими странами, включая Францию (швейцарская гвардия), герцогство Савойское и Австрию. Швейцарские наемники изначально играли важную, а затем второстепенную роль на европейских полях сражений вплоть до XVIII века.).
Швейцарские войска вскоре были вовлечены в итальянские войны между Валуа и Габсбургами за контроль над северной Италией. В 1500 году конфедераты заняли стратегически важную крепость Беллинцона, которую правивший Миланом французский король Людовик XII окончательно уступил им в 1503 году. С 1512 года конфедераты сражались на стороне римского папы Юлия II и его союзников в борьбе против французов на территориях к югу от Альп. После первоначальных успехов и завоевания значительной части территории Милана, они были полностью разбиты французской армией в битве при Мариньяно в 1515 году, положившей конец военным походам Швейцарского союза. Результатом стало завоевание Тичино в качестве общего административного района конфедерации и занятие долины реки Адда (Вальтеллина, Бормио и Кьявенна), которая останется в зависимости от Граубюндена вплоть до 1797 года с коротким перерывом во время Тридцатилетней войны.

### Тринадцать кантонов
Участвовавшие в Бургундских войнах Фрибург и Золотурн после их завершения захотели присоединиться к конфедерации, что склонило-бы чашу весов в пользу городских кантонов. В 1477 году сельские кантоны двинулись на города в знак протеста.
В Штансе в 1481 году был проведен тагазанг для решения проблем, но война казалась неизбежной. Было решено обратиться за советом к местному отшельнику Николаю из Флюэ, который попросил передать сообщение членам Tagsatzung от его имени. Детали остаются неизвестными по сей день, но послание успокоило настроения и привело к составлению Штанскому мирному договору с принятием Фрибурга и Золотурна в конфедерацию.
После отдельных двусторонних пактов между лигами Граубюндена и некоторыми кантонами конфедерации, существовавшими с начала XV века, федерация Трех лиг в целом стала ассоциированным государством конфедерации в 1498 году, заключив союзные соглашения с семь самых восточных кантонов.
Когда конфедераты отказались принять решение Вормского рейхстага 1495 года о проведении имперской реформы, через четыре года началась война между ними и союзом Швабской лиги и СРИ. Боевые действия в Шаффхаузене, австрийском Форарльберге и Граубюндене завершились генеральным сражением при Дорнахе, в которой имперские войска потерпели поражение. В сентябре 1499 года в Базеле было заключено мирное соглашение, которое установило фактическую независимость союза от империи (он не был включён в 1500 году в систему имперских округов), хотя номинально он продолжало оставаться частью Священной Римской империи вплоть до окончания Тридцатилетней войны.
Как прямое следствие Швабской войны в 1501 году ранее ассоциированные города-государства Базель и Шаффхаузен присоединились к конфедерации. В 1513 году их примеру последовал кантон Аппенцелль, ставший тринадцатым членом союза. Города Санкт-Галлен, Биль, Мюлуз и Ротвайль, а также Три лиги в Граубюндене были партнерами конфедерации (Zugewandte Orte); Вале станет ассоциированным членом в 1529 году.

### Захват Тичино и Вальтеллины
Регион Тичино состоял из нескольких городов-государств вдоль одноимённой реки. После завоевания он был разделен на четыре бейливика Тичино (Валле-ди-Маджия, Локарно, Лугано и Мендризио), которые после 1512 года находились под совместным управлением 13 кантонов. Этот район также включал несколько других территорий, которые принадлежали одному или нескольким кантонам. К ним относятся: бейливики Беллинцоны, Бленио и Ривье (принадлежали Ури, Швицу и Нидвальдену), а также бейливик Левентина (принадлежавший Ури) и Валь д’Оссола. Были также три италоязычных области Трёх лиг (Бормио, Вальтеллина и Кьявенна), которые не были включены в бейливики Тичино.
Между 1403 и 1422 годами некоторые из этих земель были аннексированы войсками из Ури, но впоследствии были потеряны после битвы при Арбедо, после которой швейцарская экспансия была на время остановлена с сохранением влияния конфедерации в этом районе. Кантон Ури завоевал долину Левентины в 1440 году. Во втором завоевании Ури, Швиц и Нидвальден в 1500 году получили город Беллинцона и Ривьеру. Третье завоевание было осуществлено войсками всей Конфедерации (в то время состоявшей из 12 кантонов). В 1512 году были присоединены Локарно, долина Маджиа, Лугано и Мендризио. Впоследствии верхняя долина реки Тичино, от Сен-Готарда до города Биаска (долина Левентина), была частью кантона Ури. Оставшаяся территория (Baliaggi Ultramontani, Ennetbergische Vogteien, Bailiwicks Beyond the Mountains) находилась в ведении Двенадцати кантонов. Эти округа управлялись судебными приставами, занимавшими должность в течение двух лет и покупавшими её у членов Лиги.
Некоторые земли и город Беллинцона были аннексированы Ури в 1419 году, но были потеряны в 1422 году. В 1499 году почти полтора столетия миланского правления в Беллинцоне закончились вторжением в Милан французского короля Людовика XII. Он захватил город и, опасаясь нападения швейцарцев, укрепил Кастельгранд гарнизоном в 1 тыс. человек. Всю зиму 1499 и 1500 года ширились волнения в Беллинцоне, пока восставшее население не изгнало французов. После поимки и казни Лодовико Сфорца, 14 апреля Беллинцона присоединилась к конфедерации. Беллинцона останется под совместным управлением Ури, Швица и Нидвальдена вплоть до создания Гельветической республики в 1798 году.
Между 1433 и 1438 годами миланский герцог Алоизио Сансеверино контролировал Лугано, при его наследниках вплоть до французского вторжения 1499 года регион сотрясали восстания и бунты.

## Социальное развитие
События, начавшиеся примерно в XIII веке, оказали глубокое влияние на общество. Постепенно крепостное население превратилось в свободных крестьян и горожан. В небольших по современным меркам городах (в Базеле проживало около 10 тыс. жителей; в Цюрихе, Берне, Лозанне и Фрибурге — по около 5 000 тыс.) развитие было естественным, поскольку сеньоры очень скоро предоставили городам определённую автономию, в частности, в отношении их внутреннего управления. Количество городов также выросло в этот период. В 1200 году было около 30 городов. Спустя столетие, в 1300 году, насчитывалось более 190 взаимосвязанных городов. В начале XIV века ремесленники в городах начали формировать гильдии и все чаще брали на себя политический контроль, особенно в городах вдоль реки Рейна, например в Эльзасе, в Базеле, Шаффхаузене, Цюрихе или Кур. (но не в Берне, Люцерне или немецком Франкфурте, где более сильная аристократия препятствовала такому развитию). Управляемые гильдиями города имели относительно демократическую структуру с городским советом, избираемым гражданами.
В сельских районах у местного населения было меньше свободы, но некоторые местные феодалы способствовали колонизации отдаленных районов через предоставление определённых привилегий.. Одним из известных было колонизаторское движение некоторых долин от Вале до Граубюндена в XIV веке. В горных районах вскоре развилось общинное управление общими полями, горами и лесами (последние играют важную роль в защите от лавин), и коммуны в долине начали тесно сотрудничать и начали выкупать владения благородных землевладельцев или просто лишать их прав. Региональные парламенты Landsgemeinden были сформированы для управления общим достоянием; они также служил в качестве высшего суда и избирали представителей (Landmanan).
По мере того как свободные фермеры переселялись в горные долины, стало возможным строительство и обслуживание горных перевалов. В XII и XIII веках проходы в Граубюнден и Вале были расширены и развиты, что позволило большей части миграции вальзеров. Готардский перевал был впервые открыт примерно в XII веке, а к 1236 году был посвящен баварскому святому Годегарду. По мере роста населения в близлежащих горных долинах проходные дороги продолжали расширяться. Благодаря более простым и безопасным дорогам, а также развитию инфраструктуры международная торговля росла по горным долинам и Швейцарии.
Хотя и бедные, и богатые граждане или крестьяне имели одинаковые права (хотя и не одинаковый статус), не все люди были равны. Иммигранты в деревне или городе не имели политических прав и назывались Hintersassen. В сельской местности они должны были платить за использование общинных земель. Им были предоставлены равные права только после того, как они получили гражданство, что было вопросом богатства и времени.
Города для получения контроля над окружающими сельскими районами следовали экспансионистской территориальной политике, используя военную мощь или более тонкие средства вроде выкупы или принятия новых поданных в качестве своих граждан (и тем самым их освобождение от власти сеньора). Теперь города назначали наместников для управления администрацией, но это лишь иногда и медленно приводило к ограничению общинной автономии деревень. Крестьяне владели своей землей, деревни продолжали управлять своим достоянием; а жители села участвовали в составе жюри городского арбитражного суда. Однако они должны были нести военную службу в городе, что, с другой стороны, включало право владеть и носить оружие.
Во второй половине XV века Базель стал центром высшего образования и науки. С 1431 по 1447 год город принимал Ферраро-Флорентийский собор, а в 1460 году был основан университет, который со временем привлек многих известных мыслителей, таких как Эразм Роттердамский или Парацельс.

### Политическое устройство
Первоначально Eidgenossenschaft не было объединено одним пактом, а скорее целым набором частично совпадающих пактов и отдельных двусторонних договоров с минимальными обязательствами между различными участниками. Стороны в целом договорились сохранять мир на своих территориях, помогать друг другу в военных усилиях и определили арбитраж в случае возникновения споров. Sempacherbrief 1393 г. был первым договором, объединяющим все восемь кантонов, а впоследствии и своего рода федеральным соглашением. Вторым объединительным договором стал подписанный в 1481 году Stanser Verkommnis.
В XV веке появился федеральный парламент Tagsatzung, который созывался несколько раз в год. Каждый кантон делегировал двух представителей; обычно это также включает ассоциированные состояния. Изначально кантон, где собирались делегаты, председательствовал на собрании, но в XVI веке Цюрих навсегда стал председателем («Vorort»), и Баден стал сессионным морем.
Tagsatzung рассматривал все межкантональные дела, а также служил окончательным арбитражным судом для урегулирования споров между государствами-членами или принятия решений о санкциях против несогласных членов, как это произошло во время Старой Цюрихской войной. Он также организовывал и контролировал управление такими общинами, как графство Баден, Фрайамт, Тургау в долине Рейна между Боденским озером и Куром или в Тичино. Управляющие для этих общин были делегированы на два года, каждый раз назначение совершалось другим кантоном.
Несмотря на свой неформальный характер, «Tagsatzung» был важным инструментом решения вопросов и сыграл важную роль в развитии чувства единства между кантонами, которые постепенно определили себя как «Eidgenossenschaft».

### Экономика
Население кантонов в XV веке составляло около 600 тыс. человек, а к XVI веку выросло до 800 тысяч. Собственного зерна хватало только в некоторых нижних регионах; большинство районов зависело от импорта овса, ячменя или пшеницы. В Альпах, где урожай зерна всегда был особенно низким из-за климатических условий, произошел переход от земледелия к производству сыра и масла из коровьего молока. По мере того, как дороги становились лучше и безопаснее, развивалась оживлённая торговля с городами.
Города были рыночными площадями и важными торговыми центрами, расположенными на главных дорогах через Альпы. Развивается текстильное производство, центром которого был Санкт-Галлен. Сыр также был основным экспортным товаром. Экспорт швейцарских городов достигал Леванта или Польши.
В конце XV века наёмничество стало также важным экономическим фактором. Reisläuferei, так называлась служба наёмников, привлекала многих молодых авантюристов, которые видели в этом способ избежать относительной бедности. Оплачивались услуги не только самих наёмники, но и их домашние кантонов, и подвергавшаяся серьёзной критике уже в то время данная процедура за серьёзное истощение человеческих ресурсов была популярна среди молодых крестьян из сельских кантонов.

## Мифы и легенды
События, рассказанные в саге о Вильгельме Телле, которые предположительно произошли около 1307 года, не подтверждаются историческими свидетельствами. Эта история, как и связанная с ней история Rütlischwur (клятва на Рютли, лугу над озером Люцерн), кажется, берёт свое начало из сборника народных сказок 1470 года Weisse Buch von Sarnen,.
Легенда об Арнольде фон Винкельриде, который в ходе битвы при Земпахе бросился на копья австрийских пехотинцев и тем самым пробил брешь в их рядах, также впервые упоминается в XVI веке. Более ранние записи о сражении не упоминают его подвига.